# Высокосов, Сергей Львович
Сергей Львович Высоко́сов (прозвище Боров; 17 октября 1966 года, Москва) — советский и российский музыкант, композитор, автор песен. С 1984 по 1998 — участник группы «Коррозия металла».

## Биография
Сергей Львович Высокосов родился 17 октября 1966 года в Москве.
В 1981 году собрал первую группу «Индикатор».
Окончив школу, Сергей работал в «Мосгоргеотресте», где устраивал дискотеки. В 1984 году он познакомился с Сергеем Троицким, который в то время создавал группу «Коррозия металла».
В 1985 году Высокосов устроился работать дворником в ЖЭК номер 2 на Сретенке, где в красном уголке ЖЭКа в Даевом переулке прошёл первый концерт группы «Коррозия Металла». После него Боров временно ушёл из группы и в 1986 году создал собственную группу «Metalcrash».
В 1992 году был создан проект «НИЛ-62», расшифровывающийся как Научно-Исследовательская Лаборатория. Этот проект проводил эксперимент по общению людей в момент творчества через творчество. Стиль группы «NIL-62» можно охарактеризовать как импровизационная медитативная музыка, рождаемая путём внутреннего телепатического контакта между членами группы. Используя опыт рока, джаза, фолка, а также других течений, коллектив выводит устоявшиеся формы на новые пути развития. В творчестве коллектива присутствуют песни и композиции из проектов «Трибунал Наталии Медведевой», «NATO», «Коррозия металла» в новых версиях, а также своеобразные разработки последнего времени. Наряду с музыкантами работает группа видео-художников, оформляющих процесс творчества, которые при этом используют новые системы светового и изобразительного оформления.
В 1993 году Сергей Высокосов и Игорь Чумычкин («99 %», «Алиса») хотели сделать свой проект, в котором также принял участие басист Денис Канов. В этом коллективе были сочинены «Паскуда», «Чёрная Метка», которые с гибелью Чумычкина были переданы Константину Кинчеву. Высокосов записал эти песни в альбоме «Чёрная Метка» группы «Алиса».
Также, в том же 1993 году при записи пластинки «Metal from Russia» исполнил сольную партию губной гармошки в песне «Deaf for Your Prayers» группы «КПП». Позднее было записано ещё одно соло на губной гармошке для ремейка песни Fuckin' Militia уже в «Коррозии металла».
В 1994 году одновременно играл в группах «Коррозия Металла» и «Алиса», а в 1995 году дал несколько совместных концертов с Ольгой Арефьевой, в первом отделении которых исполнялось регги, а во втором — тяжёлые импровизации.
В том же 1995 году Сергей Высокосов познакомился с Натальей Медведевой, которой в 1996 году помог создать музыкальный проект «Трибунал Натальи Медведевой». Высокосов также написал музыку и аранжировал все песни для концертных выступлений.
В марте 1998 года Сергей Высокосов покинул группу «Коррозия Металла», отыграв в ней свой последний концерт «Угар в Полярном». В том же году, в интервью он сказал, что хотел уйти из группы ещё 3 года назад, то есть, примерно, в 1995 году. Свою нерешительность музыкант объяснял тем, что являлся сооснователем группы, и ему было очень жалко расставаться с этим проектом. Среди причин своего ухода Боров назвал «финансовую нечистоплотность» лидера «Коррозии металла» Паука, а также его «псевдополитическую деятельность». Несмотря на уход почти всех участников и сессионных музыкантов группы, Высокосов выразил уверенность в том, что в группу будут набраны новые музыканты («дураков-то хватает»), однако о творчестве новой «Коррозии металла» выразился весьма скептически. По словам Сергея, практически всё, чем в последнее время (вторая половина 90-х) занималась эта группа — коммерция.
В 2003 году в рамках проекта «Young Dreels» («Тетрис») принял участие в фестивале в городе Ренн (Франция).
С 2004 по 2006 годы играл в группе «Animal Cops».
В 2006 году Сергей Высокосов создал группу «Boroff Band», в которую вошли барабанщик Александр «Ящер» Бондаренко, гитарист Влад «Алесь» Алисов и бас-гитарист Константин Алпатов, но в 2010 году состав группы изменился: барабанщик Василий «Крот» Казуров (экс-«Коррозия Металла»), гитаристы Влад «Алесь» Алисов и Александр «Сайко» Авдуевский, бас-гитарист Вадим «Сакс» Михайлов (экс-«Коррозия Металла», «Кеды» и др.). Также в группе некоторое время играл Максим Лайко, экс-вокалист и экс-гитарист более поздней «Коррозии Металла» конца 90-х — начала 00-х.
В 2011 году «Боров Бэнд» вновь сменил состав собственной группы в коллектив входили: Сергей Высокосов — вокал, гитара, Роман Назимов — барабаны (позднее его место занял Андрей Шатуновский), Андрей Гукленгоф (экс-«Тризна») — бас-гитара. На сегодняшний день проект «Боров Бэнд» законсервирован.
В 2016 году Боров принял участие в металл-опере «Laptev’s Epidemia» в качестве нового героя. В том же году Сергей стал новым гитаристом группы.
Летом того же 2016 года Андрей Лаптев собрал классический состав «Коррозии металла» без Паука (Боров, Костыль, Ящер). 9 декабря 2017 Боров, Ящер, Костыль отыграли полуторачасовой сет в питерском клубе «Mod» с группами «Truep» и «Tiran» и начали «Реюнион Тур» под названием «Korrosion». В 2019 году проектом была проведена серия концертов в России в рамках 30-летия альбома «Russian Vodka», после чего проект «Korrosion» был временно закрыт.

## Дискография
| Студийные альбомы - 1988 — Орден Сатаны - 1989 — Russian Vodka - 1990 — President - 1991 — Орден Сатаны (ремейк) - 1991 — Каннибал - 1992 — Садизм - 1993 — Russian Vodka (ремейк) - 1995 — 1.966 - 1997 — Компьютер — Гитлер Синглы (EP) - 1995 — Nicht Kapituliren (включающий в себя Live at Sexton F.O.Z.D. & DK Officers) - 1996 — Задержите поезд - 1997 — Человек со шрамом Сборники - 1997 — Венера - 1998 — Танцевальный рай и ад - 2000 — Бей чертей — спасай Россию! - 2001 — Легенды русского рока - 2004 — В раю - 2004 — The Greatest Hits - 2005 — Grand Collection - 2006 — Неизданные песни - 2006 — Голод - 2007 — Власть зла Концертные альбомы - 1987 — Жизнь в Октябре - 1987 — Во власти Октября - 1990 — Дебош в Орленке - 1995 — Live at Sexton F.O.Z.D. & DK Officers (включающий в себя Nicht Kapituliren) - 1997 — Адский концерт - 1998 — Угар в Полярном! Видео - 1991 — Канибал-тур - 1993 — Саддизм-тур - 1993 — Железный марш 7 - 1995 — Железный марш 8 - 1996 — Брынцалов-тур - 1996 — Железный марш по Крыму - 2011 — Съешь живьём - 2011 — Власть зла | - 1992 — Всё это рок-н-ролл - 1994 — Чёрная метка - 1996 — Jazz - 1995 — Нил-62 (не издан) - 1997 — Она пела Королю Египта - 1999 — А у них была страсть - 2002 — XX век. Хроника предпоследнего лета - 2002 — Звериная лирика Студийные альбомы - 2006 — Ордер сатаны - 2010 — Рок-пророк Сборники - 2009 — Studio Bootleg Концертные альбомы - 2011 — Жизнь в 8 1\2$ Синглы - 2010 — Металл Видео - 09.05.2010 — Jimi - 22.06.2011 — Демократия - 15.07.2011 — Rock House - 15.09.2011 — Rock House - 28.01.2012 — Rock House - 2017 — 16 Тонн - 2018 — Затерянный Храм Энии |

## Нынешний состав группы «Korrosion»
- Сергей «Боров» Высокосов — вокал, лидер-гитара (2016—наши дни)
- Александр «Ящер» Бондаренко — барабаны (2016—наши дни)
- Роман «Костыль» Лебедев — бас-гитара (2016—наши дни)

## Состав группы «Laptev’s Epidemia»
- Андрей Лаптев — вокал, барабаны (2016—наши дни)
- Сергей Высокосов «Боров» — лидер-гитара (2016—наши дни)
- Евгений Темников — клавишные (2005—наши дни)
- Александр Михеев «Сталин» — бас-гитара (2016—2018)
- Владимир Ларин — барабаны (2018—2019)

## Бывшие участники «BOROFF-бэнд»

### Гитаристы
- Роман Лебедев «Костыль» (2006—2011)
- Игорь Вдовченко «Сталкер» (2006—2007) †
- Владислав Алисов «Алесь» (2006—2011)
- Максим Лайко «Макс с Болтом» (2011) †

### Басисты
- Герман Ольшук «Герасим» (2006—2007)
- Константин Липатов (2007—2008)
- Александр Авдуевский «Сайко» (2008—2011)
- Вадим Михайлов «Сакс» (2010—2011)
- Андрей Гукленков (2011—2016)

### Барабанщики
- Михаил Тюфлин (2006—2007)
- Александр Бондаренко «Ящер» (2007—2010)
- Василий Казуров «Крот» (2010—2012)
- Роман Назимов (2011—2015)
- Андрей Шатуновский (2015—2016)

### Клавишники
- Игорь Вдовченко «Сталкер» (2006—2007) †